# عقاب مارخور کوهی
عقاب مارخور کوهی (نام علمی: Spilornis kinabaluensis) نام یک گونه از سرده خال‌پرنده‌ها است.